# Kambyzes II
Kambyzes II (staropers. 𐎣𐎲𐎢𐎪𐎡𐎹 Kambudżija, zm. w lipcu 522 p.n.e.) – król Imperium Perskiego od 530 p.n.e. z dynastii Achemenidów.

## Życiorys
Był najstarszym synem Cyrusa II Wielkiego i Kassandany. Już w 539 p.n.e. wraz z ojcem zdobył Babilon, a prawdopodobnie od 538 roku p.n.e. rozpoczął wspólne rządy z ojcem. Gdy Cyrus II wyruszył na podboje w Chorezmie (walki z Massagetami), mianował Kambyzesa swoim zastępcą dla zachodniej części imperium (Kambyzes rezydował w Babilonie). Cyrus z wyprawy nie wrócił i Kambyzes został królem.
Wiadomości o innych kampaniach Kambyzesa, niż ta egipska są szczątkowe i w zasadzie ograniczają się do informacji, jakoby w roku 525 p.n.e. miał on już panować nad Fenicją i Cyprem, co dało mu dostęp do floty morskiej, która okazała się kluczowa w podboju Egiptu.

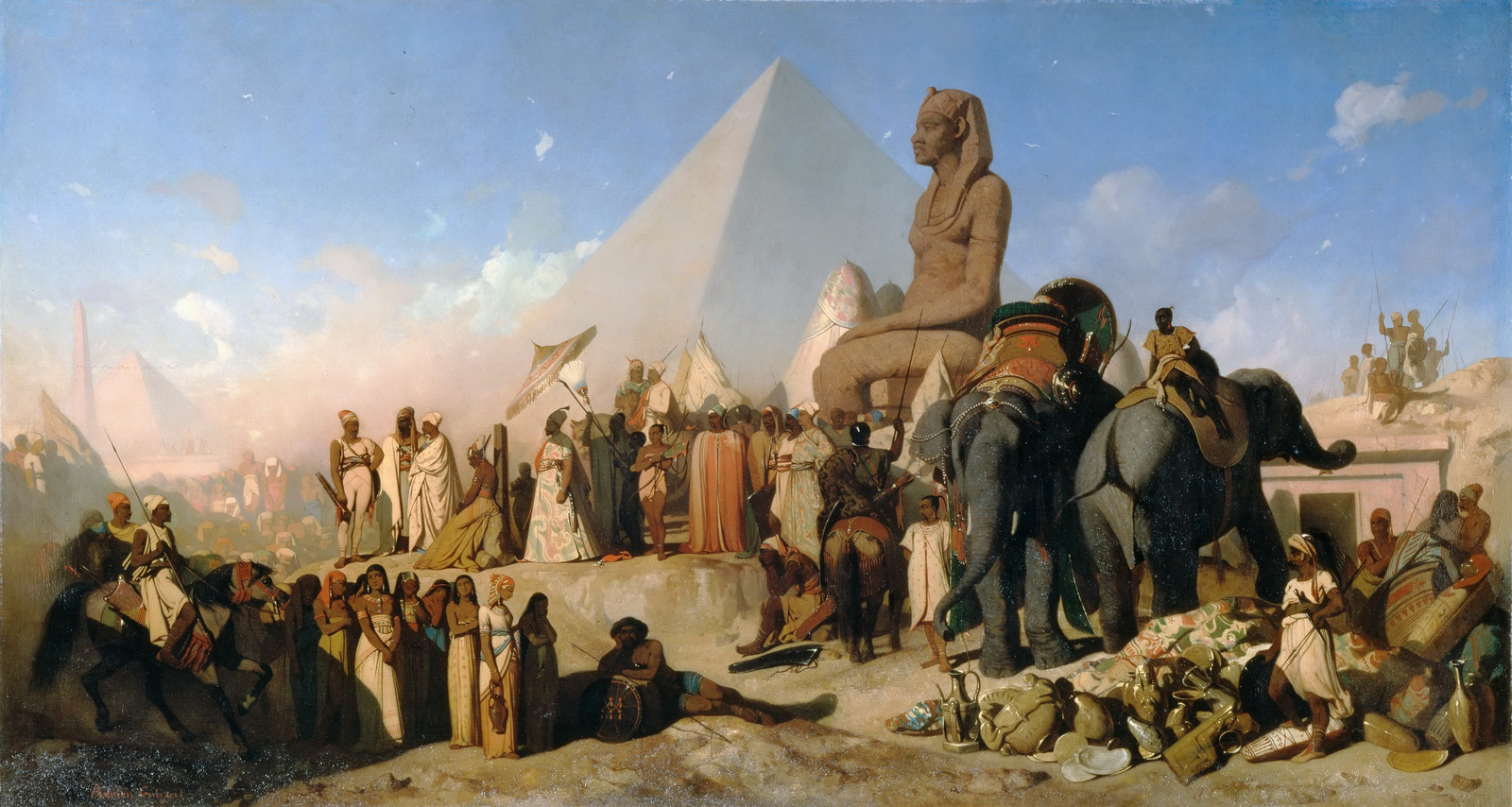
XIX wieczna ilustracja przedstawiająca spotkanie Kambyzesa z Psamatychem III

W 525 p.n.e. rozpoczął wyprawę przeciw Egiptowi. Pokonał faraona Psametycha III (z dynastii saickiej) w bitwie pod Peluzjum, zdobył główne miasta Memfis i Teby i ogłosił się faraonem, zaś swego brata imieniem Bardija odesłał do Persji. Herodot w Dziejach opowiada historię o wizji Kambyzesa, w której Bardija zasiadał na jego tronie. Z obawy przed utratą władzy w Persji, Kambyzes miał rozkazać swemu zaufanemu doradcy Preksaspesowi zamordować Bardiję. 
Kambyzes zapoczątkował pierwsze panowanie perskie w Egipcie. Nie zdołał jednak zdobyć oazy Siwa na Pustyni Libijskiej, gdzie mieściła się wyrocznia Amona-Re. Wysłana na jej podbój armia (około 50 tys. ludzi) zaginęła w piaskach pustyni zasypana prawdopodobnie w czasie burzy piaskowej (zob. zaginiona armia Kambyzesa II). Do dziś poza nielicznymi perskimi naczyniami na wodę odsłoniętymi przez wiatr na trasie marszu tej armii nie odnaleziono jej śladów (szczątki prawdopodobnie całej armii odkryto w 2009). Kambyzes próbował też – bez powodzenia – opanować Etiopię.

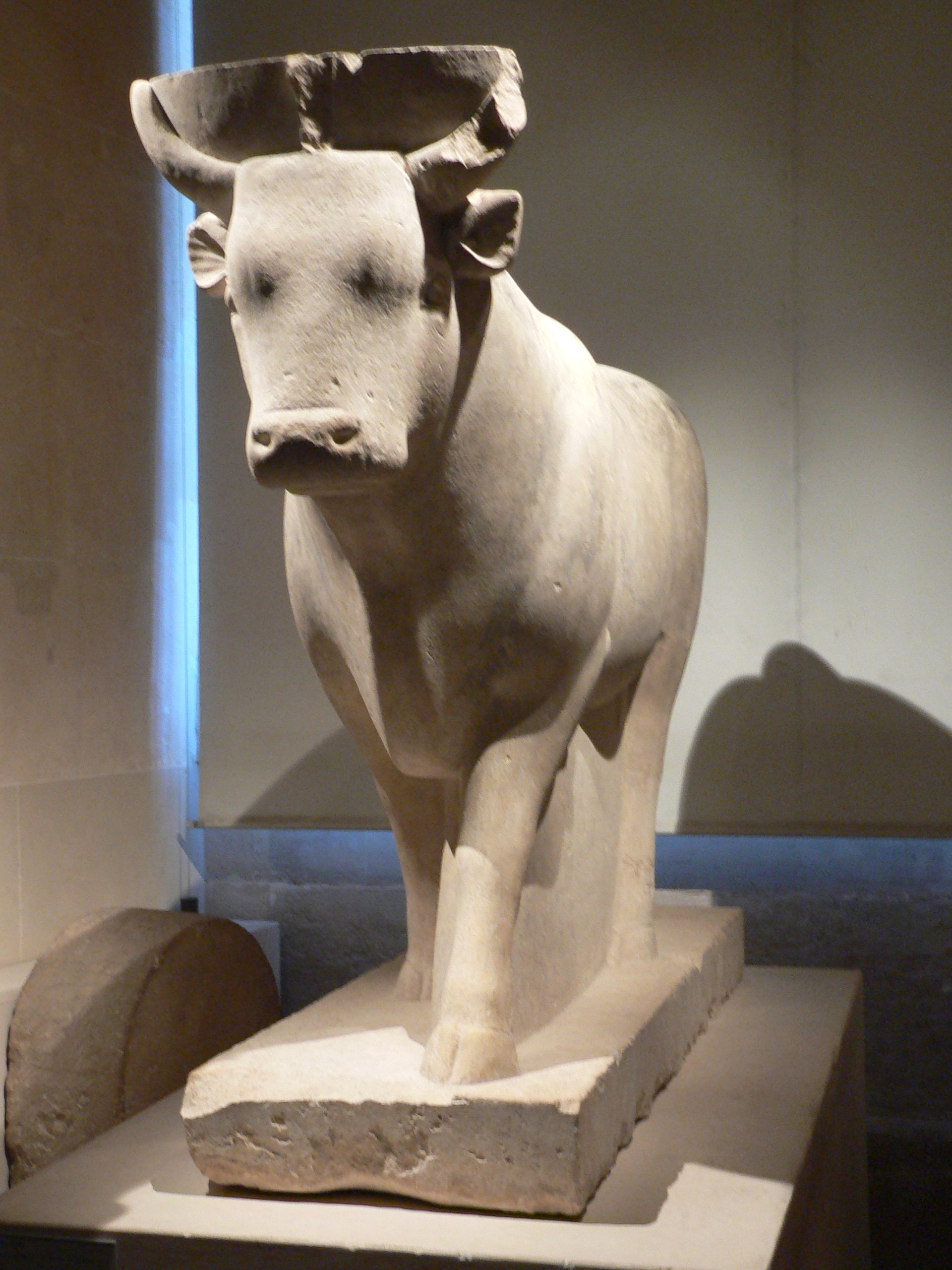
Statua przedstawiająca Apisa

Wedle Dziejów Herodota Kambyzes podczas pobytu w Egipcie popadał stopniowo w coraz głębsze szaleństwo, którego ukoronowaniem było zabójstwo brata i świętokradcze uśmiercenie byka Apisa.
Dzisiejszy historycy odrzucają jednak wizję Herodota, która nie zgadza się ze źródłami egipskimi. Przedstawiona w Dziejach historia zabójstwa Bardiji jest pokłosiem propagandowej działalności Dariusza Wielkiego, który m.in. w inskrypcji z Behistun starał się legitymizować własne uzurpatorskie rządy. Przypuszcza się, że opisywany przez niego uzurpator Gaumata, który wyglądał jak Bardija, po prostu był Bardiją, którego Dariusz zamordował.
Podobnie rzecz ma się w przypadku rzekomego szaleństwa Kambyzesa i zabicia Apisa. Źródła egipskie (m.in. Inskrypcja z 524 i inskrypcje Udżahorresneta) wskazują bardziej na chęć kontynuowania przez Kambyzesa polityki ojca, którą cechowała relatywna tolerancja religijna i podtrzymywanie lokalnych tradycji. Wiemy na pewno, iż Kambyzes nie zabił byka Apisa, a wręcz przeciwnie, brał udział w jego uroczystościach pogrzebowych..
Prawdopodobnie umarł w wyniku gangreny, która wdała mu się w ranę. Herodot podaje, iż wracając z Egiptu, by stłumić powstanie w Persji, Kambyzes ranił się nieszczęśliwie własnym mieczem w udo, co miało stanowić karę za zabicie byka Apisa. Panował siedem lat i pięć miesięcy.

## Osobowość
Według Herodota Kambyzes był nazwany przez Persów „na wpół szalonym, okrutnym i bezczelnym despotą”. Jest to jednak część perskiej i egipskiej propagandy stosowanej przeciwko władcy. Ze względu na skłonności Kambyzesa do samodzielnego umacniania władzy, perska arystokracja była nieprzychylna jego władzom.